# Митридат II (Партия)
Вижте пояснителната страница за други личности с името Митридат II.
Митридат II Велики е цар на Партия от 124 пр.н.е. до 88 пр.н.е., член на династията на Арсакидите. При неговото управление Партското царство достига най-голямото си териториално разширение.
Митридат II спасява царството от скитите, окупирали Бактрия и Източен Иран и убили предшественика му Артабан I в битка. Той побеждава арменския цар Артавазд I и взима сина му, Тигран II, за заложник. Митридат се намесва в династичните борби в Сирия. Той е първият партски цар, влязъл в преговори с Рим, представляван през 92 пр.н.е. от Сула като претор на Киликия.